# Fibla
Fibla is een geslacht van kameelhalsvliegen uit de familie van de Inocelliidae. 
Fibla werd voor het eerst wetenschappelijk beschreven door Navás in 1915.

## Soorten
Het geslacht Fibla omvat de volgende soorten:
- Ondergeslacht Fibla:
  - Fibla (Fibla) hesperica Navás, 1915
  - Fibla (Fibla) maclachlani (Albarda, 1891)
  - Fibla (Fibla) peyerimhoffi (Navás, 1919)
- Ondergeslacht Reisserella:
  - Fibla (Reisserella) pasiphae (H. Aspöck & U. Aspöck, 1971)